# Sint-Albanuskerk (Odense)
De Sint-Albanuskerk (Deens: Sankt Albani Kirke) is de rooms-katholieke parochiekerk van Odense in de provincie Funen in Denemarken. De Sint-Albanuskerk moet niet worden verward met de middeleeuwse kerk van de priorij van Sint-Albanus, waar koning Knud IV in 1086 werd vermoord en die later werd vervangen door de domkerk Sint-Knud. Deze middeleeuwse priorijkerk lag vroeger op het Albani Torv (Albanusplein). Een plaquette op de plaats herinnert aan de oorspronkelijke plek van het voormalige altaar van de middeleeuwse priorijkerk.

## Geschiedenis
De eerste katholieke gemeenschap in Odense sinds de reformatie werd in 1867 gevestigd en bestond uit 12 volwassenen en 7 kinderen. Het was na Kopenhagen en Fredericia de derde plaats in Denemarken, van waaruit het katholicisme weer onder de Denen werd gebracht. In de eerste jaren werden de diensten gevierd in gehuurde ruimten, maar in 1870 werd een stuk grond verworven, dat ooit aan de laatste katholieke bisschop van Odense (Jens Anders Beldenak) had toebehoord. Eén jaar later werd in de oude gebouwen op deze grond een eerste, provisorisch ingerichte, Mariakerk ingewijd, die plaats bood aan een kleine 200 personen.
Nadat in 1899 Oostenrijkse redemptoristen de pastorale zorg in de parochie overnamen, begonnen zij vooral in Oostenrijk, maar ook in andere landen, geld in te zamelen voor de bouw van een nieuwe kerk. In 1906 werd op 21 oktober voor deze nieuwe kerk de eerste steen gelegd. Op 25 oktober 1908 werd de nog onvoltooide nieuwbouw door bisschop Johannes von Euch ingewijd en opgedragen aan Onze-Lieve-Vrouw, Sint-Albanus en Sint-Knud.
De kerk was en is een belangrijk godshuis voor immigranten, vooral voor Duitsers en Polen maar in toenemende mate ook van katholieken uit Vietnam.

## Architectuur

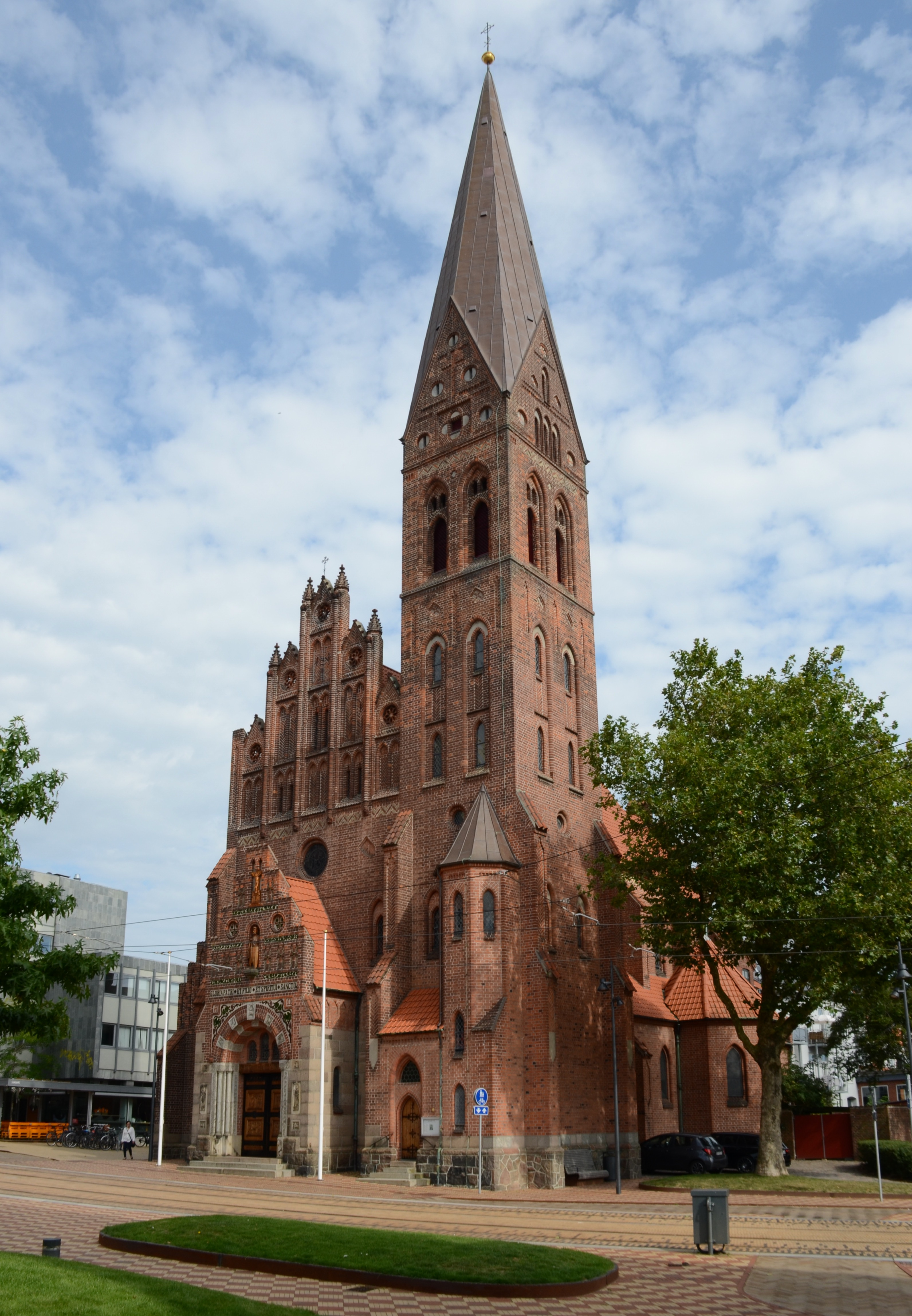
Gezien vanuit het zuidwesten in 2024

De neogotische kerk is ontworpen door de Duitse architect Ludwig Schneider. Het kerkgebouw werd in de stijl van de Noord-Duitse baksteengotiek gebouwd, maar het portaal is romaans. De toren is 54 meter hoog; de spits is een combinatie van naaldspits en rombisch dak. Boven het portaal staat een beeld van de heilige Knud. Naast ingang bevinden zich granieten reliëfs van Albanus (links) en Karel de Goede, de zoon van Sint-Knud (rechts). De portaaldeuren bevatten vier voorstellingen van houtsnijwerk (van C. Rasmussen, Odense) met boven de eik omhakkende Sint-Bonifatius en zijn martelaarschap en daaronder de intocht van Sint-Ansgarius in Denemarken en de martelaarsdood van de heilige Knud.
De gebrandschilderde ramen zijn net als de vier kerkklokken afkomstig uit Duitsland.

## Interieur

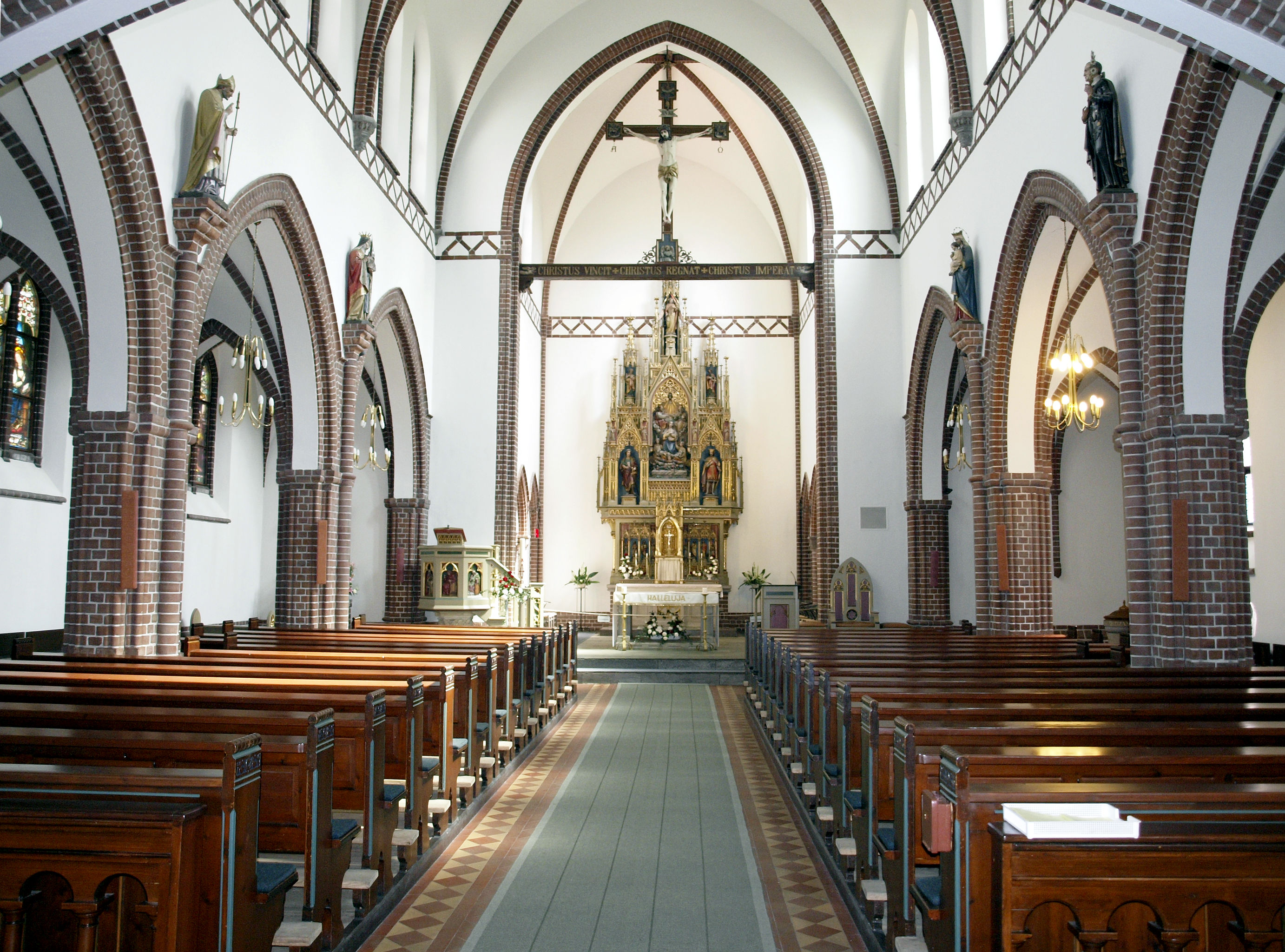
Interieur

Het neogotische altaar toont de kroning van Maria in de hemel. In de top staat de aartsengel Michaël met de weegschaal; daaronder links de apostel Petrus en rechts de apostel Paulus. De beide grote beelden zijn van Albanus (links) en Knud (rechts). Aan beide zijden van het tabernakel staan de beelden van de evangelisten.
De kansel is versierd met voorstellingen van de vier grote kerkleraren: Ambrosius, Gregorius, Hiëronymus en Augustinus. Aan de trap staat Mozes met de tafelen der Wet.
Het kerkorgel werd omstreeks 1920 gemaakt door de orgelbouwersfirma Gebrüder Riegel uit het Silezische Jägerndorf. Het heeft 19 registers, twee manualen en pedaal.

#### Overige beelden
Boven de biechtstoel bevindt zich een beeld van het Heilig Hart van Jezus. Aan de pijlers (vanaf de ingang rechts) staan de beelden van Clemens Maria Hofbauer, pater-redemptorist en apostel van Warschau en Wenen, en van Maria Koningin der Hemel, dat nog afkomstig is uit de voormalige Mariakerk. Links staan de beelden van Alfonsus van Liguori, theoloog en oprichter van de Orde van de Redemptoristen, en de heilige Hedvig, patrones van het Dalum-Klooster.

#### Sint-Knudkapel
De glas-in-loodramen tonen de eerste communie en de dood van koning Knud. In de kapel staat het doopvont met daarop de inscriptie: Docete omnes gentes baptizantes eos (Vertel het alle volken en doop ze). Er is eveneens een beeld van Sint-Jozef met het Kind Jezus en een piëta.